# Семантор
Сема́нтор (лат. Semantor macrurus, от др.-греч. σημάντωρ «сигнальщик, командир» и μακρο- + -ουρος «длиннохвостый») — вымерший полуводный вид семейства Semantoridae из позднего миоцена или раннего плиоцена западной части Казахстана. Представитель гиппарионовой фауны. Единственный известный вид в своём роде.

## Описание
Известен только один ископаемый экземпляр семантора, представленный задней частью скелета и плечевой костью.
Это животное было размером примерно с выдру. Оно также немного напоминало её внешне и по строению. Строением задних конечностей семантор был похож на «связующее звено» между куньими и настоящими тюленями, но он имел ряд признаков, не позволяющих считать его предком тюленей: головка его плечевой кости была вытянута спереди назад, а ещё она имела очень высокий, узкий и длинный дельтовидный гребнень (занимает 2/3 длины кости). Вертлужные впадины таза обращены вниз сильнее, чем у тюленей. Бедренная кость с более сильным большим вертелом и меньше укорочена. Берцовые кости относительно короче. Сочленение большой берцовой и таранной костей более свободное, блок таранной кости более выпуклый (спереди назад). 1-я и 5-я кости плюсны и фаланги пальцев задних лап не удлинены. 3-и фаланги когтевидные. Семантор обладал длинным хвостом.

## Образ жизни
Видимо, экологически семантор напоминал выдру. Он населял крупные реки и озёра, умел хорошо плавать и нырять. Строение задних лап говорит о том, что он использовал их в качестве основного движителя при плавании, как и настоящие тюлени, но при этом мог достаточно хорошо ходить по суше, а не ползать на брюхе, как тюлень. Поскольку череп семантора ещё не обнаружен, нельзя с уверенностью сказать, чем именно он питался.

## Эволюционные связи
Палеонтолог Ю. А. Орлов, открывший семантора, считал его примитивным ластоногим (Pinnipedia) и выделял его в отдельное семейство семанторовых (Semantoridae). Долгое время бытовала точка зрения, что семантор — промежуточное звено между выдровыми и настоящими тюленями. Но перечисленные выше особенности строения скелета исключают такую возможность. Затем семантора считали представителем особой, ныне полностью вымершей ветви полуводных куньих. Все черты, делающие его похожим на тюленя, возникли независимо, в результате конвергентной эволюции.
В настоящий момент семантора, вместе с еще несколькими родами вымерших полуводных хищных, выделяют в особое вымершее семейство Semantoridae.

## Место находки
Окаменелость семантора найдена на берегу реки Иртыш, неподалёку от города Павлодар (местонахождение «Гусиный перелёт»).